# Захаровка (Бежецкий район)
Захаровка — деревня в Борковском сельском поселении Бежецкого района Тверской области.

## География
Расположена юго-западнее деревни Холмцы Яблоновские и северо-восточнее деревни Борки, с которыми связана просёлочными дорогами.

## Население
| 2008 | 2010 |
| ---- | ---- |
| 10   | ↘8   |